# Stazione di Resana
La stazione di Resana è una stazione ferroviaria posta sulla linea Trento-Venezia. Serve il centro abitato di Resana.

## Strutture e impianti
La stazione è gestita da Rete Ferroviaria Italiana e dispone di un fabbricato viaggiatori con sala d'aspetto ora resa inaccessibile da una grata fissa.

## Movimento
La stazione è servita da treni regionali a cadenza oraria in servizio tra Venezia Santa Lucia e Bassano del Grappa, effettuati da Sistemi Territoriali. Il servizio è sospeso nei giorni festivi.